# Кубок Надежды 2013
Кубок Надежды 2013 — первый розыгрыш Кубка Надежды, организованный Континентальной хоккейной лигой. Турнир начался 21 февраля и закончился 20 марта 2013 года.

## Сетка
|  | Квалификационный раунд | Квалификационный раунд | Квалификационный раунд | Квалификационный раунд | Квалификационный раунд | Квалификационный раунд | Квалификационный раунд | Квалификационный раунд | Квалификационный раунд | Квалификационный раунд |              |      | Четвертьфинал | Четвертьфинал | Четвертьфинал | Четвертьфинал | Четвертьфинал | Четвертьфинал | Четвертьфинал | Четвертьфинал | Четвертьфинал | Четвертьфинал |     |          | Полуфинал | Полуфинал | Полуфинал | Полуфинал | Полуфинал | Полуфинал | Полуфинал | Полуфинал | Полуфинал | Полуфинал |   |          | Финал    | Финал    | Финал    | Финал    | Финал    | Финал    | Финал    | Финал | Финал | Финал |
|  |                        |                        |                        |                        |                        |                        |                        |                        |                        |                        |              |      |               |               |               |               |               |               |               |               |               |               |     |          |           |           |           |           |           |           |           |           |           |           |   |          |          |          |          |          |          |          |          |       |       |       |
|  |                        |                        |                        |                        |                        |                        |                        |                        |                        |                        |              |      |               |               |               |               |               |               |               |               |               |               |     |          |           |           |           |           |           |           |           |           |           |           |   |          |          |          |          |          |          |          |          |       |       |       |
|  | W9                     | Донбасс                | Донбасс                | Донбасс                | Донбасс                | Донбасс                | Донбасс                | Донбасс                | Донбасс                | 2(0)                   |              |      |               |               |               |               |               |               |               |               |               |               |     |          |           |           |           |           |           |           |           |           |           |           |   |          |          |          |          |          |          |          |          |       |       |       |
|  | W9                     | Донбасс                | Донбасс                | Донбасс                | Донбасс                | Донбасс                | Донбасс                | Донбасс                | Донбасс                | 2(0)                   |              |      |               |               |               |               |               |               |               |               |               |               |     |          |           |           |           |           |           |           |           |           |           |           |   |          |          |          |          |          |          |          |          |       |       |       |
|  |                        |                        | W14                    | Динамо Р               | Динамо Р               | Динамо Р               | Динамо Р               | Динамо Р               | Динамо Р               | Динамо Р               | Динамо Р     | 2(1) |               |               |               |               |               |               |               |               |               |               |     |          |           |           |           |           |           |           |           |           |           |           |   |          |          |          |          |          |          |          |          |       |       |       |
|  | W14                    | Динамо Р               | Динамо Р               | Динамо Р               | Динамо Р               | Динамо Р               | Динамо Р               | Динамо Р               | Динамо Р               | Динамо Р               | Динамо Р     | 2(1) | 1(1)          |               |               |               |               |               |               |               |               |               |     |          |           |           |           |           |           |           |           |           |           |           |   |          |          |          |          |          |          |          |          |       |       |       |
|  | W14                    | Динамо Р               | Динамо Р               | Динамо Р               | Динамо Р               | Динамо Р               | Динамо Р               | Динамо Р               | Динамо Р               |                        |              |      | 1(1)          |               |               |               |               |               |               |               |               |               |     |          |           |           |           |           |           |           |           |           |           |           |   |          |          |          |          |          |          |          |          |       |       |       |
|  | W11                    | Торпедо                | Торпедо                | Торпедо                | Торпедо                | Торпедо                | Торпедо                | Торпедо                | Торпедо                | 1(0)                   |              |      |               |               |               |               |               |               |               |               |               |               |     |          |           |           |           |           |           |           |           |           |           |           |   |          |          |          |          |          |          |          |          |       |       |       |
|  | W11                    | Торпедо                | Торпедо                | Торпедо                | Торпедо                | Торпедо                | Торпедо                | Торпедо                | Торпедо                | 1(0)                   |              |      |               |               |               |               |               |               |               |               |               |               | W14 | Динамо Р | Динамо Р  | Динамо Р  | Динамо Р  | Динамо Р  | Динамо Р  | Динамо Р  | Динамо Р  | 3         |           |           |   |          |          |          |          |          |          |          |          |       |       |       |
|  |                        |                        |                        |                        |                        |                        |                        |                        |                        |                        |              |      |               |               |               |               |               |               |               |               |               |               | W14 | Динамо Р | Динамо Р  | Динамо Р  | Динамо Р  | Динамо Р  | Динамо Р  | Динамо Р  | Динамо Р  | 3         |           |           |   |          |          |          |          |          |          |          |          |       |       |       |
|  |                        |                        | W10                    | Динамо Мн              | Динамо Мн              | Динамо Мн              | Динамо Мн              | Динамо Мн              | Динамо Мн              | Динамо Мн              | Динамо Мн    | 0    |               |               |               |               |               |               |               |               |               |               |     |          |           |           |           |           |           |           |           |           |           |           |   |          |          |          |          |          |          |          |          |       |       |       |
|  |                        |                        |                        |                        |                        |                        |                        |                        |                        |                        | Динамо Мн    | 0    |               |               |               |               |               |               |               |               |               |               |     |          |           |           |           |           |           |           |           |           |           |           |   |          |          |          |          |          |          |          |          |       |       |       |
|  |                        |                        |                        |                        |                        |                        |                        |                        |                        |                        |              |      |               |               |               |               |               |               |               |               |               |               |     |          |           |           |           |           |           |           |           |           |           |           |   |          |          |          |          |          |          |          |          |       |       |       |
|  |                        |                        |                        |                        |                        |                        |                        |                        |                        |                        |              |      |               |               |               |               |               |               |               |               |               |               |     |          |           |           |           |           |           |           |           |           |           |           |   |          |          |          |          |          |          |          |          |       |       |       |
|  | W10                    | Динамо Мн              | Динамо Мн              | Динамо Мн              | Динамо Мн              | Динамо Мн              | Динамо Мн              | Динамо Мн              | Динамо Мн              | 3                      |              |      |               |               |               |               |               |               |               |               |               |               |     |          |           |           |           |           |           |           |           |           |           |           |   |          |          |          |          |          |          |          |          |       |       |       |
|  | W10                    | Динамо Мн              | Динамо Мн              | Динамо Мн              | Динамо Мн              | Динамо Мн              | Динамо Мн              | Динамо Мн              | Динамо Мн              | 3                      |              |      |               |               |               |               |               |               |               |               |               |               |     |          |           |           |           |           |           |           |           |           |           |           |   |          |          |          |          |          |          |          |          |       |       |       |
|  |                        |                        | W13                    | Спартак                | Спартак                | Спартак                | Спартак                | Спартак                | Спартак                | Спартак                | Спартак      | 0    |               |               |               |               |               |               |               |               |               |               |     |          |           |           |           |           |           |           |           |           |           |           |   |          |          |          |          |          |          |          |          |       |       |       |
|  | W13                    | Спартак                | Спартак                | Спартак                | Спартак                | Спартак                | Спартак                | Спартак                | Спартак                | Спартак                | Спартак      | 0    | 1             |               |               |               |               |               |               |               |               |               |     |          |           |           |           |           |           |           |           |           |           |           |   |          |          |          |          |          |          |          |          |       |       |       |
|  | W13                    | Спартак                | Спартак                | Спартак                | Спартак                | Спартак                | Спартак                | Спартак                | Спартак                |                        |              |      | 1             |               |               |               |               |               |               |               |               |               |     |          |           |           |           |           |           |           |           |           |           |           |   |          |          |          |          |          |          |          |          |       |       |       |
|  | W12                    | Витязь                 | Витязь                 | Витязь                 | Витязь                 | Витязь                 | Витязь                 | Витязь                 | Витязь                 | 0                      |              |      |               |               |               |               |               |               |               |               |               |               |     |          |           |           |           |           |           |           |           |           |           |           |   |          |          |          |          |          |          |          |          |       |       |       |
|  | W12                    | Витязь                 | Витязь                 | Витязь                 | Витязь                 | Витязь                 | Витязь                 | Витязь                 | Витязь                 | 0                      |              |      |               |               |               |               |               |               |               |               |               |               |     |          |           |           |           |           |           |           |           |           |           |           | W | Динамо Р | Динамо Р | Динамо Р | Динамо Р | Динамо Р | Динамо Р | Динамо Р | Динамо Р | 3     |       |       |
|  |                        |                        |                        |                        |                        |                        |                        |                        |                        |                        |              |      |               |               |               |               |               |               |               |               |               |               |     |          |           |           |           |           |           |           |           |           |           |           | W | Динамо Р | Динамо Р | Динамо Р | Динамо Р | Динамо Р | Динамо Р | Динамо Р | Динамо Р | 3     |       |       |
|  |                        |                        | E                      | Амур                   | Амур                   | Амур                   | Амур                   | Амур                   | Амур                   | Амур                   | Амур         | 1    |               |               |               |               |               |               |               |               |               |               |     |          |           |           |           |           |           |           |           |           |           |           |   |          |          |          |          |          |          |          |          |       |       |       |
|  |                        |                        |                        |                        |                        |                        |                        |                        |                        |                        | Амур         | 1    |               |               |               |               |               |               |               |               |               |               |     |          |           |           |           |           |           |           |           |           |           |           |   |          |          |          |          |          |          |          |          |       |       |       |
|  |                        |                        |                        |                        |                        |                        |                        |                        |                        |                        |              |      |               |               |               |               |               |               |               |               |               |               |     |          |           |           |           |           |           |           |           |           |           |           |   |          |          |          |          |          |          |          |          |       |       |       |
|  |                        |                        |                        |                        |                        |                        |                        |                        |                        |                        |              |      |               |               |               |               |               |               |               |               |               |               |     |          |           |           |           |           |           |           |           |           |           |           |   |          |          |          |          |          |          |          |          |       |       |       |
|  | E9                     | Югра                   | Югра                   | Югра                   | Югра                   | Югра                   | Югра                   | Югра                   | Югра                   | 2(0)                   |              |      |               |               |               |               |               |               |               |               |               |               |     |          |           |           |           |           |           |           |           |           |           |           |   |          |          |          |          |          |          |          |          |       |       |       |
|  | E9                     | Югра                   | Югра                   | Югра                   | Югра                   | Югра                   | Югра                   | Югра                   | Югра                   | 2(0)                   |              |      |               |               |               |               |               |               |               |               |               |               |     |          |           |           |           |           |           |           |           |           |           |           |   |          |          |          |          |          |          |          |          |       |       |       |
|  |                        |                        | E12                    | Автомобилист           | Автомобилист           | Автомобилист           | Автомобилист           | Автомобилист           | Автомобилист           | Автомобилист           | Автомобилист | 2(1) |               |               |               |               |               |               |               |               |               |               |     |          |           |           |           |           |           |           |           |           |           |           |   |          |          |          |          |          |          |          |          |       |       |       |
|  |                        |                        |                        |                        |                        |                        |                        |                        |                        |                        | Автомобилист | 2(1) |               |               |               |               |               |               |               |               |               |               |     |          |           |           |           |           |           |           |           |           |           |           |   |          |          |          |          |          |          |          |          |       |       |       |
|  |                        |                        |                        |                        |                        |                        |                        |                        |                        |                        |              |      |               |               |               |               |               |               |               |               |               |               |     |          |           |           |           |           |           |           |           |           |           |           |   |          |          |          |          |          |          |          |          |       |       |       |
|  |                        |                        |                        |                        |                        |                        |                        |                        |                        |                        |              |      |               |               |               |               |               |               |               |               |               |               |     |          |           |           |           |           |           |           |           |           |           |           |   |          |          |          |          |          |          |          |          |       |       |       |
|  |                        |                        |                        |                        |                        |                        |                        |                        |                        |                        |              |      | E12           | Автомобилист  | Автомобилист  | Автомобилист  | Автомобилист  | Автомобилист  | Автомобилист  | Автомобилист  | Автомобилист  | 2(0)          |     |          |           |           |           |           |           |           |           |           |           |           |   |          |          |          |          |          |          |          |          |       |       |       |
|  |                        |                        |                        |                        |                        |                        |                        |                        |                        |                        |              |      |               |               |               |               |               |               |               |               |               |               |     |          |           |           |           |           |           |           |           |           |           |           |   |          |          |          |          |          |          |          |          |       |       |       |
|  |                        |                        | E11                    | Амур                   | Амур                   | Амур                   | Амур                   | Амур                   | Амур                   | Амур                   | Амур         | 2(1) |               |               |               |               |               |               |               |               |               |               |     |          |           |           |           |           |           |           |           |           |           |           |   |          |          |          |          |          |          |          |          |       |       |       |
|  |                        |                        |                        |                        |                        |                        |                        |                        |                        |                        | Амур         | 2(1) |               |               |               |               |               |               |               |               |               |               |     |          |           |           |           |           |           |           |           |           |           |           |   |          |          |          |          |          |          |          |          |       |       |       |
|  |                        |                        |                        |                        |                        |                        |                        |                        |                        |                        |              |      |               |               |               |               |               |               |               |               |               |               |     |          |           |           |           |           |           |           |           |           |           |           |   |          |          |          |          |          |          |          |          |       |       |       |
|  |                        |                        |                        |                        |                        |                        |                        |                        |                        |                        |              |      |               |               |               |               |               |               |               |               |               |               |     |          |           |           |           |           |           |           |           |           |           |           |   |          |          |          |          |          |          |          |          |       |       |       |
|  | E10                    | Металлург Нк           | Металлург Нк           | Металлург Нк           | Металлург Нк           | Металлург Нк           | Металлург Нк           | Металлург Нк           | Металлург Нк           | 1                      |              |      |               |               |               |               |               |               |               |               |               |               |     |          |           |           |           |           |           |           |           |           |           |           |   |          |          |          |          |          |          |          |          |       |       |       |
|  | E10                    | Металлург Нк           | Металлург Нк           | Металлург Нк           | Металлург Нк           | Металлург Нк           | Металлург Нк           | Металлург Нк           | Металлург Нк           | 1                      |              |      |               |               |               |               |               |               |               |               |               |               |     |          |           |           |           |           |           |           |           |           |           |           |   |          |          |          |          |          |          |          |          |       |       |       |
|  |                        |                        | E11                    | Амур                   | Амур                   | Амур                   | Амур                   | Амур                   | Амур                   | Амур                   | Амур         | 3    |               |               |               |               |               |               |               |               |               |               |     |          |           |           |           |           |           |           |           |           |           |           |   |          |          |          |          |          |          |          |          |       |       |       |
|  |                        |                        |                        |                        |                        |                        |                        |                        |                        |                        | Амур         | 3    |               |               |               |               |               |               |               |               |               |               |     |          |           |           |           |           |           |           |           |           |           |           |   |          |          |          |          |          |          |          |          |       |       |       |
|  |                        |                        |                        |                        |                        |                        |                        |                        |                        |                        |              |      |               |               |               |               |               |               |               |               |               |               |     |          |           |           |           |           |           |           |           |           |           |           |   |          |          |          |          |          |          |          |          |       |       |       |
|  |                        |                        |                        |                        |                        |                        |                        |                        |                        |                        |              |      |               |               |               |               |               |               |               |               |               |               |     |          |           |           |           |           |           |           |           |           |           |           |   |          |          |          |          |          |          |          |          |       |       |       |

## Квалификационный раунд
| Команда 1 | Итог | Команда 2 | 1-й матч | 2-й матч     |
| --------- | ---- | --------- | -------- | ------------ |
| Спартак   | 1-0  | Витязь    | 2:2      | 1:0          |
| Динамо Р  | 1-1  | Торпедо   | 4:1      | 2:4 (1:0 ОТ) |

### Запад
| 21 февраля 21:30 | Динамо Рига | 4 - 1 (1 – 1, 2 - 0, 1 - 0) | Торпедо | Арена Рига Зрителей: 2380 |

| Отчёт | Отчёт                         | Отчёт                                   | Отчёт          | Отчёт                                   |
| --- | ----------------------------- | --------------------------------------- | -------------- | --------------------------------------- |
| |                               |                                         |                |                                         |
| | Микаэль Теллквист             | Вратари                                 | Виталий Коваль | Судьи: Денис Бондарь Владимир Наливайко |
| | Голы:                         |                                         |                | Судьи: Денис Бондарь Владимир Наливайко |
| Роберт Букартс(Андрис Джериньш, Оскар Цибульскис) - 17:24 Виталий Павлов - 34:25 Кристапс Сотниекс(Кришьянис Редлихс, Пол Щехура) (бол.) - 37:47 Оскар Цибульскис(Андрис Джериньш) (бол.) - 55:27 | 0 – 1 1 – 1 2 – 1 3 – 1 4 – 1 | Владимир Горбунов(Артём Чернов) - 05:40 |                | Судьи: Денис Бондарь Владимир Наливайко |
| |                               |                                         |                | Судьи: Денис Бондарь Владимир Наливайко |
| |                               |                                         |                | Судьи: Денис Бондарь Владимир Наливайко |
| |                               |                                         |                | Судьи: Денис Бондарь Владимир Наливайко |
| 4 мин | Штраф                         | 22 мин                                  |                | Судьи: Денис Бондарь Владимир Наливайко |
| |                               |                                         |                |                                         |
| | 30                            | Броски                                  | 28             |                                         |

| 23 февраля 17:00 | Торпедо | 4 - 3 (ОТ) (1 - 0, 2 - 1, 1 - 1, 0 - 1) | Динамо Рига | Стадион Нагорный Зрителей: 3850 |

| Отчёт | Отчёт                                     | Отчёт | Отчёт             | Отчёт                                   |
| --- | ----------------------------------------- | --- | ----------------- | --------------------------------------- |
| |                                           | |                   |                                         |
| | Виталий Коваль                            | Вратари | Микаэль Теллквист | Судьи: Владимир Букин Владислав Киселёв |
| | Голы:                                     | |                   | Судьи: Владимир Букин Владислав Киселёв |
| Денис Архипов (Алексей Васильев) - 17:44 Юнас Андерссон (Виталий Коваль) (бол.) - 20:38 Григорий Мищенко - 32:34 Мартин Тёрнберг (Дмитрий Макаров) - 51:59 | 1 - 0 2 - 0 3 - 0 3 - 1 4 - 1 4 - 2 4 - 3 | Андрис Джериньш (Гинс Мейя, Роберт Букартс) - 34:38 Виталий Павлов (Гунарс Скворцовс) - 52:14 Пол Щечура - 64:38 |                   | Судьи: Владимир Букин Владислав Киселёв |
| |                                           | |                   | Судьи: Владимир Букин Владислав Киселёв |
| |                                           | |                   | Судьи: Владимир Букин Владислав Киселёв |
| |                                           | |                   | Судьи: Владимир Букин Владислав Киселёв |
| 8 мин | Штраф                                     | 4 мин |                   | Судьи: Владимир Букин Владислав Киселёв |
| |                                           | |                   |                                         |
| | 25                                        | Броски | 29                |                                         |

| 21 февраля 21:30 | Спартак | 2 - 2 (1 - 1, 1 - 0, 0 - 1) | Витязь | Сокольники Зрителей: 2179 |

| Отчёт | Отчёт                   | Отчёт                                                                   | Отчёт        | Отчёт                               |
| --- | ----------------------- | ----------------------------------------------------------------------- | ------------ | ----------------------------------- |
| |                         |                                                                         |              |                                     |
| | Ян Лашак                | Вратари                                                                 | Иван Лисутин | Судьи: Сергей Беляев Владимир Букин |
| | Голы:                   |                                                                         |              | Судьи: Сергей Беляев Владимир Букин |
| Александр Суглобов(Григорий Желдаков) (бол.) - 13:40 Александр Романовский(Ярослав Обшут, Бранко Радивоевич) (бол.) - 34:10 | 0 - 1 1 - 1 2 - 1 2 - 2 | Антон Королёв - 09:09 Владимир Малевич(Динар Хафизуллин) (бол.) - 57:15 |              | Судьи: Сергей Беляев Владимир Букин |
| |                         |                                                                         |              | Судьи: Сергей Беляев Владимир Букин |
| |                         |                                                                         |              | Судьи: Сергей Беляев Владимир Букин |
| |                         |                                                                         |              | Судьи: Сергей Беляев Владимир Букин |
| 6 мин | Штраф                   | 22 мин                                                                  |              | Судьи: Сергей Беляев Владимир Букин |
| |                         |                                                                         |              |                                     |
| | 23                      | Броски                                                                  | 20           |                                     |

| 23 февраля 17:00 | Витязь | 0 - 1 (0 - 0, 0 - 1, 0 - 0) | Спартак | Ледовый Хоккейный Центр Витязь Зрителей: 2200 |

| Отчёт  | Отчёт        | Отчёт                                                              | Отчёт    | Отчёт                                |
| ------ | ------------ | ------------------------------------------------------------------ | -------- | ------------------------------------ |
|        |              |                                                                    |          |                                      |
|        | Иван Лисутин | Вратари                                                            | Ян Лашак | Судьи: Денис Бондарь Михаил Бутурлин |
|        | Голы:        |                                                                    |          | Судьи: Денис Бондарь Михаил Бутурлин |
|        | 0 - 1        | Валерий Васильев (Ярослав Обшут, Бранко Радивоевич) (бол.) - 39:34 |          | Судьи: Денис Бондарь Михаил Бутурлин |
|        |              |                                                                    |          | Судьи: Денис Бондарь Михаил Бутурлин |
|        |              |                                                                    |          | Судьи: Денис Бондарь Михаил Бутурлин |
|        |              |                                                                    |          | Судьи: Денис Бондарь Михаил Бутурлин |
| 12 мин | Штраф        | 6 мин                                                              |          | Судьи: Денис Бондарь Михаил Бутурлин |
|        |              |                                                                    |          |                                      |
|        | 31           | Броски                                                             | 26       |                                      |

## Четвертьфиналы

### Восток
| 26 февраля 12:00 | Амур | 4 - 2 (1 - 1, 2 - 0, 1 - 1) | Металлург Нк | Платинум-Арена Зрителей: 2720 |

| Отчёт | Отчёт                               | Отчёт | Отчёт        | Отчёт                               |
| --- | ----------------------------------- | --- | ------------ | ----------------------------------- |
| |                                     | |              |                                     |
| | Алексей Кузнецов                    | Вратари                                                                                                  | Илья Сорокин | Судьи: Владимир Букин Сергей Беляев |
| | Голы:                               | |              | Судьи: Владимир Букин Сергей Беляев |
| Топи Яакола(Дмитрий Тарасов, Виталий Тесленко) - 14:57 Вячеслав Литовченко(Александр Юньков) - 28:18 Владимир Логинов(Юха-Пекка Хютёнен) (бол.) - 38:14 Александр Логинов(Владимир Логинов, Юха-Пекка Хютёнен) (бол.) - 44:49 | 0 - 1 1 - 1 2 - 1 3 - 1 3 - 2 4 - 2 | Константин Турукин(Юрий Назаров) - 12:43 Александр Мерескин(Антон Лазарев, Михаил Куклев) (бол.) - 42:54 |              | Судьи: Владимир Букин Сергей Беляев |
| |                                     | |              | Судьи: Владимир Букин Сергей Беляев |
| |                                     | |              | Судьи: Владимир Букин Сергей Беляев |
| |                                     | |              | Судьи: Владимир Букин Сергей Беляев |
| 12 мин | Штраф                               | 6 мин |              | Судьи: Владимир Букин Сергей Беляев |
| |                                     | |              |                                     |
| | 41                                  | Броски                                                                                                   | 24           |                                     |

| 27 февраля 12:00 | Амур | 3 - 0 (1 - 0, 2 - 0, 0 - 0) | Металлург Нк | Платинум-Арена Зрителей: 3260 |

| Отчёт | Отчёт             | Отчёт   | Отчёт           | Отчёт                               |
| --- | ----------------- | ------- | --------------- | ----------------------------------- |
| |                   |         |                 |                                     |
| | Алексей Кузнецов  | Вратари | Андрей Литвинов | Судьи: Владимир Букин Сергей Беляев |
| | Голы:             |         |                 | Судьи: Владимир Букин Сергей Беляев |
| Топи Яакола(Дмитрий Тарасов, Никита Гусев) (бол.) - 09:40 Александр Юньков(Владимир Логинов, Евгений Орлов) - 21:09 Евгений Коротков (бол.) - 33:18 | 1 - 0 2 - 0 3 - 0 |         |                 | Судьи: Владимир Букин Сергей Беляев |
| |                   |         |                 | Судьи: Владимир Букин Сергей Беляев |
| |                   |         |                 | Судьи: Владимир Букин Сергей Беляев |
| |                   |         |                 | Судьи: Владимир Букин Сергей Беляев |
| 41 мин | Штраф             | 14 мин  |                 | Судьи: Владимир Букин Сергей Беляев |
| |                   |         |                 |                                     |
| | 27                | Броски  | 35              |                                     |

| 2 марта 14:00 | Металлург Нк | 3 - 2 (ОТ) (1 - 1, 1 - 1, 0 - 0, 1 - 0) | Амур | Дворец Спорта Кузнецких Металлургов Зрителей: 1500 |

| Отчёт | Отчёт                         | Отчёт                                                                                         | Отчёт            | Отчёт                                  |
| --- | ----------------------------- | --------------------------------------------------------------------------------------------- | ---------------- | -------------------------------------- |
| |                               |                                                                                               |                  |                                        |
| | Илья Сорокин                  | Вратари                                                                                       | Алексей Кузнецов | Судьи: Михаил Бутурлин Александр Дреев |
| | Голы:                         |                                                                                               |                  | Судьи: Михаил Бутурлин Александр Дреев |
| Александр Мерескин - 03:04 Станислав Романов (Михаил Куклев, Антон Лазарев) (бол.) - 37:31 Юрий Назаров - 78:45 | 0 - 1 1 - 1 1 - 2 2 - 2 3 - 2 | Евгений Орлов (Вячеслав Литовченко, Александр Юньков) (бол.) - 01:53 Александр Юньков - 24:04 |                  | Судьи: Михаил Бутурлин Александр Дреев |
| |                               |                                                                                               |                  | Судьи: Михаил Бутурлин Александр Дреев |
| |                               |                                                                                               |                  | Судьи: Михаил Бутурлин Александр Дреев |
| |                               |                                                                                               |                  | Судьи: Михаил Бутурлин Александр Дреев |
| 8 мин | Штраф                         | 16 мин                                                                                        |                  | Судьи: Михаил Бутурлин Александр Дреев |
| |                               |                                                                                               |                  |                                        |
| | 35                            | Броски                                                                                        | 52               |                                        |

| 3 марта 14:00 | Металлург Нк | 3 - 4 (0 - 1, 2 - 1, 1 - 2) | Амур | Дворец Спорта Кузнецких Металлургов Зрителей: 1500 |

| Отчёт | Отчёт                                     | Отчёт | Отчёт            | Отчёт                                  |
| --- | ----------------------------------------- | --- | ---------------- | -------------------------------------- |
| |                                           | |                  |                                        |
| | Илья Сорокин                              | Вратари | Алексей Кузнецов | Судьи: Михаил Бутурлин Александр Дреев |
| | Голы:                                     | |                  | Судьи: Михаил Бутурлин Александр Дреев |
| Александр Мерескин(Антон Лазарев, Алексей Ефимов) (бол.) - 25:24 Константин Шабунов(Илья Мусин) - 34:27 Алексей Ефимов(Антон Лазарев) - 48:51 | 0 - 1 0 - 2 1 - 2 2 - 2 2 - 3 2 - 4 3 - 4 | Андрей Степанов(Юха-Пекка Хютёнен) - 15:11 Никита Гусев(Ильшат Билалов, Евгений Коротков) (бол.) - 21:44 Александр Логинов(Никита Гусев) - 44:12 Андрей Степанов(Юха-Пекка Хютёнен) - 44:58 |                  | Судьи: Михаил Бутурлин Александр Дреев |
| |                                           | |                  | Судьи: Михаил Бутурлин Александр Дреев |
| |                                           | |                  | Судьи: Михаил Бутурлин Александр Дреев |
| |                                           | |                  | Судьи: Михаил Бутурлин Александр Дреев |
| 8 мин | Штраф                                     | 43 мин |                  | Судьи: Михаил Бутурлин Александр Дреев |
| |                                           | |                  |                                        |
| | 35                                        | Броски | 37               |                                        |

| 26 февраля 17:00 | Автомобилист | 2 - 1 (ОТ) (1 - 0, 0 - 1, 0 - 0, 1 - 0) | Югра | Уралец Зрителей: 2600 |

| Отчёт                                                              | Отчёт                   | Отчёт                                | Отчёт          | Отчёт                                  |
| ------------------------------------------------------------------ | ----------------------- | ------------------------------------ | -------------- | -------------------------------------- |
|                                                                    |                         |                                      |                |                                        |
|                                                                    | Евгений Лобанов         | Вратари                              | Михаил Бирюков | Судьи: Денис Бондарь Владислав Киселёв |
|                                                                    | Голы:                   |                                      |                | Судьи: Денис Бондарь Владислав Киселёв |
| Евгений Лапенков - 12:28 Алексей Симаков(Растислав Шпирко) - 61:22 | 1 - 0 0 - 1 0 - 0 1 - 0 | Антон Крысанов(Михаил Жуков) - 30:48 |                | Судьи: Денис Бондарь Владислав Киселёв |
|                                                                    |                         |                                      |                | Судьи: Денис Бондарь Владислав Киселёв |
|                                                                    |                         |                                      |                | Судьи: Денис Бондарь Владислав Киселёв |
|                                                                    |                         |                                      |                | Судьи: Денис Бондарь Владислав Киселёв |
| 12 мин                                                             | Штраф                   | 44 мин                               |                | Судьи: Денис Бондарь Владислав Киселёв |
|                                                                    |                         |                                      |                |                                        |
|                                                                    | 26                      | Броски                               | 33             |                                        |

| 27 февраля 17:00 | Автомобилист | 6 - 2 (1 - 0, 3 - 1, 2 - 1) | Югра | Уралец Зрителей: 3100 |

| Отчёт | Отчёт                                           | Отчёт                                                                             | Отчёт             | Отчёт                                  |
| --- | ----------------------------------------------- | --------------------------------------------------------------------------------- | ----------------- | -------------------------------------- |
| |                                                 |                                                                                   |                   |                                        |
| | Евгений Лобанов                                 | Вратари                                                                           | Эдгарс Масальскис | Судьи: Денис Бондарь Владислав Киселёв |
| | Голы:                                           |                                                                                   |                   | Судьи: Денис Бондарь Владислав Киселёв |
| Алексей Макеев(Растислав Шпирко, Бранислав Мезеи) (бол.) - 16:44 Василий Стрельцов(Александр Стрельцов) - 25:00 Александр Стрельцов - 30:33 Алексей Макеев(Алексей Симаков, Денис Соколов) (бол.) - 34:16 Фёдор Малыхин(Евгений Рыбницкий) - 43:15 Александр Стрельцов - 54:19 | 1 - 0 2 - 0 3 - 0 4 - 0 4 - 1 4 - 2 5 - 2 6 - 2 | Антон Крысанов(Константин Глазачев) - 38:21 Кирилл Дьяков(Сергей Демагин) - 42:25 |                   | Судьи: Денис Бондарь Владислав Киселёв |
| |                                                 |                                                                                   |                   | Судьи: Денис Бондарь Владислав Киселёв |
| |                                                 |                                                                                   |                   | Судьи: Денис Бондарь Владислав Киселёв |
| |                                                 |                                                                                   |                   | Судьи: Денис Бондарь Владислав Киселёв |
| 34 мин | Штраф                                           | 32 мин                                                                            |                   | Судьи: Денис Бондарь Владислав Киселёв |
| |                                                 |                                                                                   |                   |                                        |
| | 27                                              | Броски                                                                            | 23                |                                        |

| 2 марта 15:00 | Югра | 3 - 1 (2 - 1, 0 - 0, 1 - 0) | Автомобилист | КРК "Арена-Югра" Зрителей: 2600 |

| Отчёт | Отчёт                   | Отчёт                                                             | Отчёт           | Отчёт                                      |
| --- | ----------------------- | ----------------------------------------------------------------- | --------------- | ------------------------------------------ |
| |                         |                                                                   |                 |                                            |
| | Михаил Бирюков          | Вратари                                                           | Евгений Лобанов | Судьи: Владимир Наливайко Ильдар Сафиуллов |
| | Голы:                   |                                                                   |                 | Судьи: Владимир Наливайко Ильдар Сафиуллов |
| Антон Крысанов (Томаш Староста) - 04:43 Игорь Магогин (мен.) - 05:26 Михаил Жуков (Дмитрий Алтарёв) - 59:02 | 1 - 0 2 - 0 2 - 1 3 - 0 | Евгений Лапенков (Александр Стрельцов, Василий Стрельцов) - 14:34 |                 | Судьи: Владимир Наливайко Ильдар Сафиуллов |
| |                         |                                                                   |                 | Судьи: Владимир Наливайко Ильдар Сафиуллов |
| |                         |                                                                   |                 | Судьи: Владимир Наливайко Ильдар Сафиуллов |
| |                         |                                                                   |                 | Судьи: Владимир Наливайко Ильдар Сафиуллов |
| 16 мин | Штраф                   | 10 мин                                                            |                 | Судьи: Владимир Наливайко Ильдар Сафиуллов |
| |                         |                                                                   |                 |                                            |
| | 36                      | Броски                                                            | 30              |                                            |

| 3 марта 15:00 | Югра | 4 - 3 (ОТ) (1 - 2) (2 - 1, 0 - 2, 1 - 0, 1 - 0, 1 - 2) | Автомобилист | КРК "Арена-Югра" Зрителей: 2700 |

| Отчёт | Отчёт                                                                            | Отчёт | Отчёт           | Отчёт                                      |
| --- | -------------------------------------------------------------------------------- | --- | --------------- | ------------------------------------------ |
| |                                                                                  | |                 |                                            |
| | Михаил Бирюков                                                                   | Вратари | Евгений Лобанов | Судьи: Владимир Наливайко Ильдар Сафиуллов |
| | Голы:                                                                            | |                 | Судьи: Владимир Наливайко Ильдар Сафиуллов |
| Алексей Пепеляев(Михаил Жуков) - 11:04 Антон Бут(Максим Беляев, Сергей Демагин) - 19:35 Михаил Жуков(Марек Трончински, Андрей Кузьмин) (бол.) - 41:58 Сергей Демагин(Дмитрий Алтарёв) (бол.) - 63:02 Игорь Магогин | 0 - 1 1 - 1 2 - 1 2 - 2 2 - 3 3 - 3 4 - 3 Послематчевые броски 0 - 1 1 - 1 1 - 2 | Сергей Ступин(Станислав Жмакин) - 04:47 Никита Трямкин (Александр Стрельцов, Евгений Лапенков) (бол.) - 31:55 Фёдор Малыхин(Станислав Жмакин, Игорь Емелеев) - 35:42 Игорь Емелеев Александр Стрельцов |                 | Судьи: Владимир Наливайко Ильдар Сафиуллов |
| |                                                                                  | |                 | Судьи: Владимир Наливайко Ильдар Сафиуллов |
| |                                                                                  | |                 | Судьи: Владимир Наливайко Ильдар Сафиуллов |
| |                                                                                  | |                 | Судьи: Владимир Наливайко Ильдар Сафиуллов |
| 34 мин | Штраф                                                                            | 20 мин |                 | Судьи: Владимир Наливайко Ильдар Сафиуллов |
| |                                                                                  | |                 |                                            |
| | 39                                                                               | Броски | 29              |                                            |

### Запад
| 26 февраля 21:30 | Динамо Рига | 2 - 3 (1 - 1, 0 - 0, 1 - 2) | Донбасс | Арена Рига Зрителей: 2130 |

| Отчёт | Отчёт                         | Отчёт | Отчёт          | Отчёт                                     |
| --- | ----------------------------- | --- | -------------- | ----------------------------------------- |
| |                               | |                |                                           |
| | Марис Ючерс                   | Вратари | Кристофер Холт | Судьи: Владимир Наливайко Михаил Бутурлин |
| | Голы:                         | |                | Судьи: Владимир Наливайко Михаил Бутурлин |
| Мартиньш Карсумс(Микс Индрашис, Пол Щехура) - 02:19 Гунарс Скворцов(Джейми Джонсон, Андрис Джериньш) (бол.) - 56:54 | 0 - 1 1 - 1 1 - 2 1 - 3 2 - 3 | Клэй Уилсон(Паси Пуйстола, Петер Подградски) - 01:56 Евгений Дадонов(Петер Подградски) - 44:36 Лукаш Кашпар(Паси Пуйстола) - 47:43 |                | Судьи: Владимир Наливайко Михаил Бутурлин |
| |                               | |                | Судьи: Владимир Наливайко Михаил Бутурлин |
| |                               | |                | Судьи: Владимир Наливайко Михаил Бутурлин |
| |                               | |                | Судьи: Владимир Наливайко Михаил Бутурлин |
| 12 мин | Штраф                         | 14 мин |                | Судьи: Владимир Наливайко Михаил Бутурлин |
| |                               | |                |                                           |
| | 24                            | Броски | 43             |                                           |

| 27 февраля 21:30 | Динамо Рига | 4 - 3 (0 - 1, 0 - 0, 4 - 2) | Донбасс | Арена Рига Зрителей: 2250 |

| Отчёт | Отчёт                                     | Отчёт | Отчёт          | Отчёт                                     |
| --- | ----------------------------------------- | --- | -------------- | ----------------------------------------- |
| |                                           | |                |                                           |
| | Микаэль Телльквист                        | Вратари | Кристофер Холт | Судьи: Владимир Наливайко Михаил Бутурлин |
| | Голы:                                     | |                | Судьи: Владимир Наливайко Михаил Бутурлин |
| Роберт Букартс(Гунтис Галвиньш, Андрис Джериньш) - 41:06 Джейми Джонсон(Андрис Джериньш, Роберт Букартс) - 45:45 Пол Щехура(Микс Индрашис)(бол.) - 52:26 Пол Щехура(Кристапс Сотниекс, Микс Индрашис) - 56:41 | 0 - 1 1 - 1 2 - 1 2 - 2 3 - 2 3 - 3 4 - 3 | Петер Подградски(Клэй Уилсон, Евгений Дадонов) (бол.) - 13:09 Петтери Виртанен(Дмитрий Кагарлицкий) - 48:58 Лукаш Кашпар (бол.) - 56:12 |                | Судьи: Владимир Наливайко Михаил Бутурлин |
| |                                           | |                | Судьи: Владимир Наливайко Михаил Бутурлин |
| |                                           | |                | Судьи: Владимир Наливайко Михаил Бутурлин |
| |                                           | |                | Судьи: Владимир Наливайко Михаил Бутурлин |
| 8 мин | Штраф                                     | 6 мин |                | Судьи: Владимир Наливайко Михаил Бутурлин |
| |                                           | |                |                                           |
| | 36                                        | Броски | 33             |                                           |

| 2 марта 19:00 | Донбасс | 2 - 3 (ОТ) (1 - 0, 1 - 0, 0 - 2, 0 - 1) | Динамо Рига | Дружба Зрителей: 3734 |

| Отчёт                                                                                   | Отчёт                         | Отчёт | Отчёт              | Отчёт                               |
| --------------------------------------------------------------------------------------- | ----------------------------- | --- | ------------------ | ----------------------------------- |
|                                                                                         |                               | |                    |                                     |
|                                                                                         | Кристофер Холт                | Вратари | Микаэль Телльквист | Судьи: Сергей Беляев Владимир Букин |
|                                                                                         | Голы:                         | |                    | Судьи: Сергей Беляев Владимир Букин |
| Дмитрий Кагарлицкий(Рэнди Робитайл) - 02:56 Дмитрий Кагарлицкий(Оскар Бартулис) - 20:34 | 1 - 0 2 - 0 2 - 1 2 - 2 2 - 3 | Роберт Букартс(Джейми Джонсон, Андрис Джериньш) - 52:12 Виталий Павлов(Гинтс Мейя, Юрис Упитис) - 54:47 Пол Щехура(Мартиньш Карсумс) - 79:52 |                    | Судьи: Сергей Беляев Владимир Букин |
|                                                                                         |                               | |                    | Судьи: Сергей Беляев Владимир Букин |
|                                                                                         |                               | |                    | Судьи: Сергей Беляев Владимир Букин |
|                                                                                         |                               | |                    | Судьи: Сергей Беляев Владимир Букин |
| 10 мин                                                                                  | Штраф                         | 8 мин |                    | Судьи: Сергей Беляев Владимир Букин |
|                                                                                         |                               | |                    |                                     |
|                                                                                         | 38                            | Броски | 39                 |                                     |

| 3 марта 19:00 | Донбасс | 2 - 1 (1 - 2) (2 - 0, 0 - 0, 0 - 1, 1 - 2) | Динамо Рига | Дружба Зрителей: 3529 |

| Отчёт | Отчёт                                                    | Отчёт                                                                | Отчёт       | Отчёт                               |
| --- | -------------------------------------------------------- | -------------------------------------------------------------------- | ----------- | ----------------------------------- |
| |                                                          |                                                                      |             |                                     |
| | Кристофер Холт                                           | Вратари                                                              | Марис Ючерс | Судьи: Владимир Букин Сергей Беляев |
| | Голы:                                                    |                                                                      |             | Судьи: Владимир Букин Сергей Беляев |
| Сергей Варламов(Сергей Терещенко, Евгений Дадонов) - 05:08 Дмитрий Кагарлицкий(Петер Подградски) (бол.) - 07:22 Дмитрий Кагарлицкий | 1 - 0 2 - 0 2 - 1 Послематчевые броски 0 - 1 1 - 1 1 - 2 | Роберт Букартс(Андрис Джериньш) - 47:37 Микс Индрашис Роберт Букартс |             | Судьи: Владимир Букин Сергей Беляев |
| |                                                          |                                                                      |             | Судьи: Владимир Букин Сергей Беляев |
| |                                                          |                                                                      |             | Судьи: Владимир Букин Сергей Беляев |
| |                                                          |                                                                      |             | Судьи: Владимир Букин Сергей Беляев |
| 12 мин | Штраф                                                    | 12 мин                                                               |             | Судьи: Владимир Букин Сергей Беляев |
| |                                                          |                                                                      |             |                                     |
| | 24                                                       | Броски                                                               | 31          |                                     |

| 26 февраля 19:30 | Спартак | 3 - 4 (1 - 0, 0 - 3, 2 - 1) | Динамо Мн | Сокольники Зрителей: 2069 |

| Отчёт | Отчёт                                     | Отчёт | Отчёт        | Отчёт                                   |
| --- | ----------------------------------------- | --- | ------------ | --------------------------------------- |
| |                                           | |              |                                         |
| | Ян Лашак                                  | Вратари | Кевин Лаланд | Судьи: Александр Дреев Ильдар Сафиуллов |
| | Голы:                                     | |              | Судьи: Александр Дреев Ильдар Сафиуллов |
| Вячеслав Козлов(Александр Романовский) - 00:38 Егор Михайлов(Александр Суглобов) (бол.) - 47:18 Егор Михайлов(Евгений Кулик, Александр Суглобов) - 57:50 | 1 - 0 1 - 1 1 - 2 1 - 3 2 - 3 2 - 4 3 - 4 | Джефф Плэтт - 24:12 Андрей Михалёв(Джефф Плэтт, Тим Стэплтон) - 26:12 Янне Нискала - 29:59 Збынек Иргл(Ким Хиршовиц, Сергей Дрозд) - 53:07 |              | Судьи: Александр Дреев Ильдар Сафиуллов |
| |                                           | |              | Судьи: Александр Дреев Ильдар Сафиуллов |
| |                                           | |              | Судьи: Александр Дреев Ильдар Сафиуллов |
| |                                           | |              | Судьи: Александр Дреев Ильдар Сафиуллов |
| 2 мин | Штраф                                     | 4 мин |              | Судьи: Александр Дреев Ильдар Сафиуллов |
| |                                           | |              |                                         |
| | 27                                        | Броски | 22           |                                         |

| 27 февраля 19:30 | Спартак | 2 - 3 (0 - 2, 1 - 1, 1 - 0) | Динамо Мн | Сокольники Зрителей: 2086 |

| Отчёт                                                                                                   | Отчёт                         | Отчёт | Отчёт        | Отчёт                                   |
| --- | ----------------------------- | --- | ------------ | --------------------------------------- |
| |                               | |              |                                         |
| | Ян Лашак, Игорь Шестёркин     | Вратари | Кевин Лаланд | Судьи: Александр Дреев Ильдар Сафиуллов |
| | Голы:                         | |              | Судьи: Александр Дреев Ильдар Сафиуллов |
| Николай Бушуев(Вячеслав Козлов) - 20:28 Ярослав Обшут(Бранко Радивоевич, Николай Бушуев) (бол.) - 44:31 | 0 - 1 0 - 2 1 - 2 1 - 3 2 - 3 | Тим Стэплтон(Джефф Плэтт, Лукаш Краичек) - 09:18 Сергей Дрозд(Ким Хиршовиц) - 10:59 Тим Стэплтон(Джефф Плэтт) - 20:52 |              | Судьи: Александр Дреев Ильдар Сафиуллов |
| |                               | |              | Судьи: Александр Дреев Ильдар Сафиуллов |
| |                               | |              | Судьи: Александр Дреев Ильдар Сафиуллов |
| |                               | |              | Судьи: Александр Дреев Ильдар Сафиуллов |
| 6 мин                                                                                                   | Штраф                         | 16 мин |              | Судьи: Александр Дреев Ильдар Сафиуллов |
| |                               | |              |                                         |
| | 59                            | Броски | 24           |                                         |

| 2 марта 18:00 | Динамо Мн | 4 - 3 (ОТ) (2 - 3, 1 - 0, 0 - 0, 1 - 0) | Спартак | Минск-Арена Зрителей: 9558 |

| Отчёт | Отчёт                                     | Отчёт | Отчёт    | Отчёт                                  |
| --- | ----------------------------------------- | --- | -------- | -------------------------------------- |
| |                                           | |          |                                        |
| | Кевин Лаланд                              | Вратари | Ян Лашак | Судьи: Владислав Киселёв Денис Бондарь |
| | Голы:                                     | |          | Судьи: Владислав Киселёв Денис Бондарь |
| Кори Мёрфи (Ким Хиршовиц) (бол.) - 02:22 Александр Кулаков (Дмитрий Мелешко) - 13:04 Джефф Плэтт (Тим Стэплтон, Лукаш Краичек) - 36:30 Збынек Иргл (Ким Хиршовиц, Теему Лайне) - 64:10 | 0 - 1 1 - 1 1 - 2 2 - 2 2 - 3 3 - 3 4 - 3 | Бранко Радивоевич (Вячеслав Козлов) - 00:20 Александр Романовский (Михаил Мамкин) - 12:03 Ярослав Обшут (бол.) - 13:36 |          | Судьи: Владислав Киселёв Денис Бондарь |
| |                                           | |          | Судьи: Владислав Киселёв Денис Бондарь |
| |                                           | |          | Судьи: Владислав Киселёв Денис Бондарь |
| |                                           | |          | Судьи: Владислав Киселёв Денис Бондарь |
| 6 мин | Штраф                                     | 6 мин |          | Судьи: Владислав Киселёв Денис Бондарь |
| |                                           | |          |                                        |
| | 43                                        | Броски | 32       |                                        |

## Полуфиналы

### Восток
| 6 марта 17:00 | Автомобилист | 4 - 3 (ОТ) (1 - 0, 0 - 2, 2 - 1, 1 - 0) | Амур | Уралец Зрителей: 3100 |

| Отчёт | Отчёт                                     | Отчёт | Отчёт            | Отчёт                               |
| --- | ----------------------------------------- | --- | ---------------- | ----------------------------------- |
| |                                           | |                  |                                     |
| | Евгений Лобанов                           | Вратари | Алексей Кузнецов | Судьи: Сергей Беляев Владимир Букин |
| | Голы:                                     | |                  | Судьи: Сергей Беляев Владимир Букин |
| Александр Стрельцов(Евгений Лапенков) - 02:38 Растислав Шпирко(Алексей Симаков, Денис Соколов) (бол.) - 40:34 Алексей Симаков(Растислав Шпирко, Денис Соколов) - 42:30 Бранислав Мезеи(Растислав Шпирко, Алексей Симаков) (бол.) - 116:42 | 1 - 0 1 - 1 1 - 2 2 - 2 3 - 2 3 - 3 4 - 3 | Александр Юньков(Вячеслав Литовченко, Евгений Орлов) - 28:08 Александр Юньков(Вячеслав Литовченко, Евгений Орлов) - 34:36 Евгений Коротков(Дмитрий Лугин) - 51:44 |                  | Судьи: Сергей Беляев Владимир Букин |
| |                                           | |                  | Судьи: Сергей Беляев Владимир Букин |
| |                                           | |                  | Судьи: Сергей Беляев Владимир Букин |
| |                                           | |                  | Судьи: Сергей Беляев Владимир Букин |
| 26 мин | Штраф                                     | 16 мин |                  | Судьи: Сергей Беляев Владимир Букин |
| |                                           | |                  |                                     |
| | 54                                        | Броски | 62               |                                     |

| 7 марта 17:00 | Автомобилист | 1 - 2 (ОТ) (0 - 0, 0 - 1, 1 - 0, 0 - 1) | Амур | Уралец Зрителей: 3300 |

| Отчёт                                                    | Отчёт             | Отчёт | Отчёт            | Отчёт                               |
| -------------------------------------------------------- | ----------------- | --- | ---------------- | ----------------------------------- |
|                                                          |                   | |                  |                                     |
|                                                          | Евгений Лобанов   | Вратари | Алексей Кузнецов | Судьи: Сергей Беляев Владимир Букин |
|                                                          | Голы:             | |                  | Судьи: Сергей Беляев Владимир Букин |
| Денис Соколов(Алексей Симаков, Растислав Шпирко) - 47:47 | 0 - 1 1 - 1 1 - 2 | Дмитрий Лугин(Никита Гусев, Антон Полещук) (бол.) - 30:07 Александр Юньков(Александр Логинов, Антон Полещук) (бол.) - 67:49 |                  | Судьи: Сергей Беляев Владимир Букин |
|                                                          |                   | |                  | Судьи: Сергей Беляев Владимир Букин |
|                                                          |                   | |                  | Судьи: Сергей Беляев Владимир Букин |
|                                                          |                   | |                  | Судьи: Сергей Беляев Владимир Букин |
| 10 мин                                                   | Штраф             | 12 мин |                  | Судьи: Сергей Беляев Владимир Букин |
|                                                          |                   | |                  |                                     |
|                                                          | 35                | Броски | 37               |                                     |

| 10 марта 10:00 | Амур | 3 - 0 (0 - 0, 2 - 0, 1 - 0) | Автомобилист | Платинум-Арена Зрителей: 6100 |

| Отчёт | Отчёт             | Отчёт   | Отчёт           | Отчёт                                 |
| --- | ----------------- | ------- | --------------- | ------------------------------------- |
| |                   |         |                 |                                       |
| | Алексей Кузнецов  | Вратари | Евгений Лобанов | Судьи: Ильдар Сафиуллов Денис Бондарь |
| | Голы:             |         |                 | Судьи: Ильдар Сафиуллов Денис Бондарь |
| Андрей Степанов(Юха-Пекка Хютёнен) (бол.) - 22:19 Владимир Логинов(Тимофей Шишканов, Андрей Степанов) (бол.) - 33:49 Дмитрий Тарасов(Александр Юньков, Антон Полещук) - 57:14 | 1 - 0 2 - 0 3 - 0 |         |                 | Судьи: Ильдар Сафиуллов Денис Бондарь |
| |                   |         |                 | Судьи: Ильдар Сафиуллов Денис Бондарь |
| |                   |         |                 | Судьи: Ильдар Сафиуллов Денис Бондарь |
| |                   |         |                 | Судьи: Ильдар Сафиуллов Денис Бондарь |
| 11 мин | Штраф             | 13 мин  |                 | Судьи: Ильдар Сафиуллов Денис Бондарь |
| |                   |         |                 |                                       |
| | 27                | Броски  | 27              |                                       |

| 11 марта 12:00 | Амур | 2 - 3 (ОТ) (1 - 0) (1 - 0, 0 - 2, 1 - 0, 0 - 1, 1 - 0) | Автомобилист | Платинум-Арена Зрителей: 4600 |

| Отчёт | Отчёт                                                    | Отчёт | Отчёт           | Отчёт                                 |
| --- | -------------------------------------------------------- | --- | --------------- | ------------------------------------- |
| |                                                          | |                 |                                       |
| | Алексей Кузнецов                                         | Вратари | Евгений Лобанов | Судьи: Денис Бондарь Ильдар Сафиуллов |
| | Голы:                                                    | |                 | Судьи: Денис Бондарь Ильдар Сафиуллов |
| Вячеслав Литовченко (Дмитрий Тарасов, Александр Юньков)(бол.) - 11:19 Топи Яакола (Ильшат Билалов)(бол.) - 54:14 Никита Гусев | 1 - 0 1 - 1 1 - 2 2 - 2 2 - 3 Послематчевые броски 1 - 0 | Никита Трямкин (Филипп Савченко, Фёдор Малыхин)(бол.) - 23:02 Фёдор Малыхин (Филипп Савченко)(мен.) - 24:03 Алексей Макеев (Растислав Шпирко, Алексей Симаков) - 68:27 |                 | Судьи: Денис Бондарь Ильдар Сафиуллов |
| |                                                          | |                 | Судьи: Денис Бондарь Ильдар Сафиуллов |
| |                                                          | |                 | Судьи: Денис Бондарь Ильдар Сафиуллов |
| |                                                          | |                 | Судьи: Денис Бондарь Ильдар Сафиуллов |
| 10 мин | Штраф                                                    | 18 мин |                 | Судьи: Денис Бондарь Ильдар Сафиуллов |
| |                                                          | |                 |                                       |
| | 48                                                       | Броски | 30              |                                       |

### Запад
| 6 марта 21:30 | Динамо Рига | 7 - 2 (1 - 0, 2 - 1, 4 - 1) | Динамо Мн | Арена Рига Зрителей: 2270 |

| Отчёт | Отчёт                                                 | Отчёт                                                                                             | Отчёт        | Отчёт                                     |
| --- | ----------------------------------------------------- | ------------------------------------------------------------------------------------------------- | ------------ | ----------------------------------------- |
| |                                                       |                                                                                                   |              |                                           |
| | Микаэль Телльквист                                    | Вратари                                                                                           | Кевин Лаланд | Судьи: Владислав Киселёв Евгений Ромасько |
| | Голы:                                                 |                                                                                                   |              | Судьи: Владислав Киселёв Евгений Ромасько |
| Роберт Букартс(Екабс Редлихс) - 02:09 Арвидс Рекис - 23:55 Оскар Цибульскис(Роберт Букартс, Джейми Джонсон) - 33:50 Мартиньш Карсумс(Пол Щехура, Микс Индрашис) - 43:25 Юрис Упитис(Гинтс Мейя) - 47:18 Юрис Упитис(Виталий Павлов, Гинтс Мейя) (бол.) - 53:47 Гинтс Мейя(Пол Щехура) (бол.) - 57:23 | 1 - 0 2 - 0 2 - 1 3 - 1 3 - 2 4 - 2 5 - 2 6 - 2 7 - 2 | Джефф Плэтт(Андрей Михалёв, Тим Стэплтон) - 24:08 Ким Хиршовиц(Кори Мёрфи, Павел Черноок) - 42:28 |              | Судьи: Владислав Киселёв Евгений Ромасько |
| |                                                       |                                                                                                   |              | Судьи: Владислав Киселёв Евгений Ромасько |
| |                                                       |                                                                                                   |              | Судьи: Владислав Киселёв Евгений Ромасько |
| |                                                       |                                                                                                   |              | Судьи: Владислав Киселёв Евгений Ромасько |
| 6 мин | Штраф                                                 | 8 мин                                                                                             |              | Судьи: Владислав Киселёв Евгений Ромасько |
| |                                                       |                                                                                                   |              |                                           |
| | 37                                                    | Броски                                                                                            | 24           |                                           |

| 7 марта 21:30 | Динамо Рига | 7 - 4 (2 - 1, 2 - 1, 3 - 2) | Динамо Мн | Арена Рига Зрителей: 3280 |

| Отчёт | Отчёт                                                             | Отчёт | Отчёт        | Отчёт                                     |
| --- | ----------------------------------------------------------------- | --- | ------------ | ----------------------------------------- |
| |                                                                   | |              |                                           |
| | Микаэль Телльквист, Марис Ючерс                                   | Вратари | Кевин Лаланд | Судьи: Владислав Киселёв Евгений Ромасько |
| | Голы:                                                             | |              | Судьи: Владислав Киселёв Евгений Ромасько |
| Оскар Цибульскис - 10:32 Арвидс Рекис(Андрис Джериньш) - 17:45 Пол Щехура(Микс Индрашис, Кришьянис Редлихс) (бол.) - 20:20 Роберт Букартс(Оскар Цибульскис) (бол.) - 25:03 Роберт Букартс - 43:31 Джейми Джонсон(Роберт Букартс, Гунтис Галвиньш) (бол.) - 48:43 Юрис Упитис(Виталий Павлов, Гинтс Мейя) - 48:54 | 1 - 0 1 - 1 2 - 1 3 - 1 4 - 1 4 - 2 5 - 2 6 - 2 7 - 2 7 - 3 7 - 4 | Янне Нискала(Теэму Лайне) (бол.) - 16:22 Сергей Дрозд(Теэму Лайне, Ким Хиршовиц) - 28:43 Сергей Дрозд(Ким Хиршовиц, Кори Мёрфи) - 49:37 Янне Нискала(Кори Мёрфи, Теэму Лайне) (бол.) - 58:51 |              | Судьи: Владислав Киселёв Евгений Ромасько |
| |                                                                   | |              | Судьи: Владислав Киселёв Евгений Ромасько |
| |                                                                   | |              | Судьи: Владислав Киселёв Евгений Ромасько |
| |                                                                   | |              | Судьи: Владислав Киселёв Евгений Ромасько |
| 16 мин | Штраф                                                             | 24 мин |              | Судьи: Владислав Киселёв Евгений Ромасько |
| |                                                                   | |              |                                           |
| | 33                                                                | Броски | 37           |                                           |

| 11 марта 20:00 | Динамо Мн | 0 - 1 (0 - 0, 0 -1, 0 - 0) | Динамо Рига | Минск-Арена Зрителей: 6816 |

| Отчёт | Отчёт       | Отчёт                                                 | Отчёт              | Отчёт                                 |
| ----- | ----------- | ----------------------------------------------------- | ------------------ | ------------------------------------- |
|       |             |                                                       |                    |                                       |
|       | Ларс Хёуген | Вратари                                               | Микаэль Телльквист | Судьи: Владимир Букин Михаил Бутурлин |
|       | Голы:       |                                                       |                    | Судьи: Владимир Букин Михаил Бутурлин |
|       | 0 - 1       | Гунарс Скворцов(Оскар Цибульскис, Пол Щехура) - 34:45 |                    | Судьи: Владимир Букин Михаил Бутурлин |
|       |             |                                                       |                    | Судьи: Владимир Букин Михаил Бутурлин |
|       |             |                                                       |                    | Судьи: Владимир Букин Михаил Бутурлин |
|       |             |                                                       |                    | Судьи: Владимир Букин Михаил Бутурлин |
| 6 мин | Штраф       | 10 мин                                                |                    | Судьи: Владимир Букин Михаил Бутурлин |
|       |             |                                                       |                    |                                       |
|       | 34          | Броски                                                | 18                 |                                       |

## Финал
| 15 марта 21:30 | Динамо Рига | 2 - 0 (1 - 0, 1 - 0, 0 - 0) | Амур | Арена Рига Зрителей: 4760 |

| Отчёт | Отчёт              | Отчёт   | Отчёт            | Отчёт                               |
| --- | ------------------ | ------- | ---------------- | ----------------------------------- |
| |                    |         |                  |                                     |
| | Микаэль Телльквист | Вратари | Алексей Кузнецов | Судьи: Сергей Беляев Владимир Букин |
| | Голы:              |         |                  | Судьи: Сергей Беляев Владимир Букин |
| Микс Индрашис(Екабс Редлихс, Пол Щехура) - 10:55 Джейми Джонсон(Роберт Букартс, Андрис Джериньш) - 25:04 | 1 - 0 2 - 0        |         |                  | Судьи: Сергей Беляев Владимир Букин |
| |                    |         |                  | Судьи: Сергей Беляев Владимир Букин |
| |                    |         |                  | Судьи: Сергей Беляев Владимир Букин |
| |                    |         |                  | Судьи: Сергей Беляев Владимир Букин |
| 10 мин                                                                                                   | Штраф              | 6 мин   |                  | Судьи: Сергей Беляев Владимир Букин |
| |                    |         |                  |                                     |
| | 19                 | Броски  | 40               |                                     |

| 16 марта 19:00 | Динамо Рига | 4 - 3 (0 - 2, 2 - 1, 2 - 0) | Амур | Арена Рига Зрителей: 5420 |

| Отчёт | Отчёт                                     | Отчёт | Отчёт            | Отчёт                               |
| --- | ----------------------------------------- | --- | ---------------- | ----------------------------------- |
| |                                           | |                  |                                     |
| | Микаэль Телльквист                        | Вратари | Алексей Кузнецов | Судьи: Сергей Беляев Владимир Букин |
| | Голы:                                     | |                  | Судьи: Сергей Беляев Владимир Букин |
| Юрис Упитис(Гунтис Галвиньш, Пол Щехура) - 24:47 Гинтс Мейя(Виталий Павлов, Гунарс Скворцов) - 29:59 Андрис Джериньш(Роберт Букартс, Джейми Джонсон) - 45:41 Юрис Упитис(Микс Индрашис) - 53:30 | 0 - 1 0 - 2 1 - 2 1 - 3 2 - 3 3 - 3 4 - 3 | Андрей Степанов(Тимофей Шишканов, Михаил Фисенко) - 09:06 Вячеслав Литовченко - 09:15 Тимофей Шишканов(Юха-Пекка Хютёнен, Виталий Тесленко) - 28:24 |                  | Судьи: Сергей Беляев Владимир Букин |
| |                                           | |                  | Судьи: Сергей Беляев Владимир Букин |
| |                                           | |                  | Судьи: Сергей Беляев Владимир Букин |
| |                                           | |                  | Судьи: Сергей Беляев Владимир Букин |
| 6 мин | Штраф                                     | 2 мин |                  | Судьи: Сергей Беляев Владимир Букин |
| |                                           | |                  |                                     |
| | 28                                        | Броски | 40               |                                     |

| 19 марта 12:00 | Амур | 2 - 1 (1 - 1, 0 - 0, 1 - 0) | Динамо Рига | Платинум-Арена Зрителей: 7100 |

| Отчёт                                                       | Отчёт             | Отчёт                                   | Отчёт              | Отчёт                                    |
| ----------------------------------------------------------- | ----------------- | --------------------------------------- | ------------------ | ---------------------------------------- |
|                                                             |                   |                                         |                    |                                          |
|                                                             | Алексей Кузнецов  | Вратари                                 | Микаэль Телльквист | Судьи: Михаил Бутурлин Владислав Киселёв |
|                                                             | Голы:             |                                         |                    | Судьи: Михаил Бутурлин Владислав Киселёв |
| Дмитрий Тарасов(Никита Гусев) - 02:12 Евгений Орлов - 42:28 | 1 - 0 1 - 1 2 - 1 | Андрис Джериньш(Роберт Букартс) - 14:58 |                    | Судьи: Михаил Бутурлин Владислав Киселёв |
|                                                             |                   |                                         |                    | Судьи: Михаил Бутурлин Владислав Киселёв |
|                                                             |                   |                                         |                    | Судьи: Михаил Бутурлин Владислав Киселёв |
|                                                             |                   |                                         |                    | Судьи: Михаил Бутурлин Владислав Киселёв |
| 2 мин                                                       | Штраф             | 6 мин                                   |                    | Судьи: Михаил Бутурлин Владислав Киселёв |
|                                                             |                   |                                         |                    |                                          |
|                                                             | 39                | Броски                                  | 25                 |                                          |

| 20 марта 12:00 | Амур | 3 - 5 (1 - 2, 1 - 3, 1 - 0) | Динамо Рига | Платинум-Арена Зрителей: 7100 |

| Отчёт | Отчёт                                           | Отчёт | Отчёт              | Отчёт                                    |
| --- | ----------------------------------------------- | --- | ------------------ | ---------------------------------------- |
| |                                                 | |                    |                                          |
| | Алексей Кузнецов                                | Вратари | Микаэль Телльквист | Судьи: Михаил Бутурлин Владислав Киселёв |
| | Голы:                                           | |                    | Судьи: Михаил Бутурлин Владислав Киселёв |
| Евгений Орлов(Александр Юньков) (бол.) - 19:11 Антон Полещук(Дмитрий Тарасов, Евгений Коротков) (бол.) - 35:16 Тимофей Шишканов(Евгений Коротков) - 59:29 | 0 - 1 0 - 2 1 - 2 1 - 3 1 - 4 1 - 5 2 - 5 3 - 5 | Родриго Лавиньш(Гунарс Скворцов, Виталий Павлов) - 16:02 Оскар Цибульскис(Гунтис Галвиньш, Андрис Джериньш) (бол.) - 16:27 Гунарс Скворцов(Виталий Павлов) - 22:02 Виталий Павлов(Гинтс Мейя, Гунарс Скворцов) - 31:22 Марис Бичевскис - 32:27 |                    | Судьи: Михаил Бутурлин Владислав Киселёв |
| |                                                 | |                    | Судьи: Михаил Бутурлин Владислав Киселёв |
| |                                                 | |                    | Судьи: Михаил Бутурлин Владислав Киселёв |
| |                                                 | |                    | Судьи: Михаил Бутурлин Владислав Киселёв |
| 8 мин | Штраф                                           | 10 мин |                    | Судьи: Михаил Бутурлин Владислав Киселёв |
| |                                                 | |                    |                                          |
| | 31                                              | Броски | 38                 |                                          |

## Итоговое положение команд
| Место | Команда      |
| ----- | ------------ |
|       | Динамо Р     |
|       | Амур         |
|       | Динамо Мн    |
| 4     | Автомобилист |
| 5     | Югра         |
| 6     | Донбасс      |
| 7     | Металлург Нк |
| 8     | Спартак      |
| 9     | Торпедо      |
| 10    | Витязь       |